# Щербатов, Фёдор Фёдорович
Князь Фёдор Фёдорович Щерба́тов (21 марта (1 апреля) 1731 — 31 августа (11 сентября) 1791) — главнокомандующий правительственными войсками в середине Пугачёвского восстания.
Происходил из княжеского рода Щербатовых, сын тайного советника князя Фёдора Андреевича и княгини Аграфены Александровны урожденной княжны Прозоровской (бывшей шутихи императрицы Анны Иоанновны).

## Биография
Родился 21 марта (1 апреля) 1731 года. Получил хорошее образование в доме родителей. Службу начал при императрице Анне Иоановне, поступив на службу пажом (1740) и выпущен в напольные полки поручиком (1744), а затем произведён в капитаны. Пожалован секунд-майором Обсервационного корпуса (1756). Bo время Семилетней войны с отличием участвовал в нескольких сражениях. Произведён в подполковники (1758), полковники (14 апреля 1759). В 1-м Гренадёрском полку участвовал в сражении под Пальцихом и Франкфуртом (1759), потом перешёл в фузилерный полк. Произведён в бригадиры (1761), генерал-майоры (1762).
Назначен присутствовать в Военной коллегии (1766-1769), принял участие в Екатерининской комиссии для сочинения проекта нового Уложения (1767), где вместе со своим родственником князем М. М. Щербатовым отстаивал привилегии высшего дворянства.
Начавшаяся война с Турцией нарушила мирные занятия комиссии и отвлекла многих членов её на театр военных действий. Щербатов оказался в числе последних и определён дежурным генералом во вторую армию под предводительством графа П. И. Панина. Здесь вскоре он проявил новые опыты храбрости и распорядительности: поразил двухтысячный турецкий отряд (10 июля 1770), напавший на наш пост при реке Быке, и опрокинул его на другой берег,  содействовал отражению сильной вылазки неприятеля (13 июля 1770), а в день приступа к Бендерам везде усердно подкреплял атаку. За эту кампанию награждён орденом св. Анны.
Поставленный во главе отдельного корпуса (июнь 1771), он отправился в поход через Сиваш в Крым, подступил к Арабату. Передовое войско его ежедневно имело стычки с неприятелем, опрокидывало его и наконец зашло в Арабатские стены. Князь Щербатов, следуя скорым маршем через Ганишскую косу, внезапно приблизился к крепости и (18 июня) занял её. Преследуя бежавшего неприятеля, он положил на месте более 500 человек, овладел шестью знаменами, пятьюдесятью орудиями и татарским лагерем, обнесённым окопами. За покорение Арабата пожалован чином генерал-поручика, награждён (11 июля 1771) военным орденом св. Георгия 3-го класса (№ 32)
За произведенное храброе дело 18-го июня 771 года и благоразумное предводительство ко овладению штурмом крепости Арабата.
В июле того же года он, после некоторого сопротивления, занял Керчь, Еникале и Тамань, за что получил орден Святой Анны 1-й степени и пожалован в генерал-поручики, с оставлением в Крыму главным командиром (до 1773).
Заразившись (октябрь 1773) свирепствовавшей в войсках моровой язвой, вынужден временно удалиться в свою деревню для лечения, но уже через два месяца снова вернулся в район военных операций и удерживал в покорности весь Крымский полуостров после того, как главнокомандующий, князь В. М Долгоруков, выступил с армией из Крыма.
Вследствие расстроенного здоровья, вновь отпущен в Россию (1773), но едва успел приехать к своей семье, как получил повеление явиться к генералу Бибикову, посланному для усмирения Пугачёвского бунта.
Послан в Казань дежурным генералом при Алексее Ильиче Бибикове (1773), после же смерти Бибикова (1774) он, как старший в чине, заменил главнокомандующего. Императрица утвердила Щербатова в этой должности указом (01 мая 1774), которым ему повелевалось: исполнять инструкции, данные Бибикову, наблюдать за внутренним устройством губернии, подавать губернаторам, в случае надобности, военную помощь и, в свою очередь, требовать от них «споспешествования действий», избегать выдачи открытых листов, всякими мерами требовать от башкирцев выдачи Пугачёва.
Порученное дело было очень важным, и очень сложным, между тем как он, еще недавно прибывший в местности, охваченные мятежом, не был достаточно знаком с положением вещей и условиями борьбы, по своему характеру почти партизанской. Предоставив местным губернаторам «действовать к водворению порядка» в их губерниях по собственному усмотрению, Щербатов со всеми войсками ушёл к Оренбургу, а в Казани оставил лишь местные команды, которые еще недавно перед тем даже в официальной переписке не иначе назывались Бибиковым, как «скаредами», «страмцами» и «негодницей».
Пугачёв ожил, ускользнул от генерала Михельсона, гонявшегося за ним, разбил «скаредов» и достиг небывалого ещё успеха. Щербатов поспешно делал некоторые распоряжения для спасения Казани, (22 июня) он лично с войсками прибыл сюда и застал город пылающим со всех сторон. Самозванец, три раза поражённый под Казанью, бросился в леса, переправился через Волгу и взбунтовал помещичьих крестьян и инородцев на западном берегу реки. Мятеж охватил всё Поволжье.
Императрица Екатерина, недовольная действиями Щербатова, указом (24 июля 1774) отрешила его от командования войсками. Ему было поставлено в вину «неизвестность распоряжений», «тщетное пребывание» в Оренбурге и «неизвестность, куда девались набранные дворянством эскадроны и малороссийские казаки». Он был удалён от Высочайшего двора и отставлен от службы, с запрещением жить в Москве и С-Петербурге.
После отставки поселился в имении Башино, доставшемся Щербатову по наследству от сестры жены и где ранее он построил двухэтажный каменный храм во имя Иконы Казанской Божьей Матери, а также заложил огромный парк, с искусственными прудами, дорожками, беседками и другими парковой культуры. Опала была снята только под конец жизни. Скончался 31 августа 1791 года.

## Семья
Первая жена (с 1761 года) — княжна Мария Александровна Бекович-Черкасская (ум. 1763), дочь князя Александра Александровича Бекович-Черкасского Старшего и его жены Софьи Михайловны. В вотчинной книге по Романову имеются сведения о семейной жизни князя Фёдора Фёдоровича с первой женой, которая спустя восемь месяцев, после свадьбы, сбежала к своей матери, будучи беременной. Несмотря на все старания мужа и духовенства, склонить к возврату, она по наущению матери, не возвратилась. Князь, в своей просьбе к митрополиту Тимофею, заявил, что он не был допущен к родам жены и потому не знает, родила она или нет, тем более, что ещё за три месяца до родов, как жена его, так и мать её, уверяли его, что ребёнок умер уже в утробе матери, то он не может признать родившегося ребёнка своим, и склонен предполагать, что в виду корыстного получения наследства, подсунули чужого ребёнка. Похоронена в Ново-Спасском монастыре. 
- Дарья Фёдоровна (1762—1801), фрейлина Екатерины II (1787), замужем (с 1789) за графом Александром Матвеевичем Дмитриевым-Мамоновым, фаворитом императрицы Екатерины II, на свадьбу получили 3 тысяи крепостных крестьян и 100.000 рублей, а при обручении богатый перстень. В день венчания императрица сама убирала голову невесте, в приданое от родителей получила поместья в Ярославском и Владимирском уездах.

Вторая жена — княжна Анна Григорьевна Мещерская (15.07.1743—1806), дочь князя Григория Семёновича Мещерского от его брака с  Анной Ивановной Долгоруковой, в приданое даны были поместья в Коломенском и Можайском уездах. Похоронена в селе Башино Каширского уезда. Дети:
- Александр Федорович (1772—1817), записан в службу в 4-летнем возрасте, служил адъютантом при своём отце, затем продолжил службу на провиантских должностях, переведён в армию, участвовал в русско-персидской войне, в итальянском и швейцарском походах, в кампании 1805 года, войне 1812 года и заграничных походах, генерал-майор.
- Анна Фёдоровна (ум. 02.11.1824), замужем за тайным советником, псковским губернатором князем Петром Ивановичем Шаховским; их сын декабрист Фёдор Шаховской. Похоронена в Донском монастыре в семейном захоронении князей Щербатовых.
- Мария Фёдоровна (1780—27.11.1826), фрейлина двора, замужем (с 7 февраля 1812 года) за английским художником Робертом Кер-Портером (1777–1842). По поводу их свадьбы  Н. М. Лонгинов писал графу С. Р. Воронцову в Лондон: «Недавно была свадьба Англичанина Портера с княжной Щербатовой, которая теперь пишется леди Портер. Таким образом кончился сей роман, продолжавшийся 5 лет, хотя невеста уже в таких летах, в коих романы казались бы не кстати. Наделав столько шуму в обеих наших столицах, чета сия скоро отправится в Англию»[3]. В обход брата, лишенного наследства, унаследовала большое состояние, особняк в Москве на Арбате и несколько имений. Во время войны 1812 года  леди Портер снарядила ополченцев из крепостных людей своих вотчин в помощь армии и делала крупные пожертвования. За свою деятельность была награждена бронзовой медалью на Владимирской ленте[4]. Умерла от тифа.  В исповедальных ведомостях Москвы за 1793 год в церкви Спаса Преображения господня за № 5 значатся: вдовствующая госпожа генеральша Анна Григорьевна Щербатова 44 лет и дети её княжна Анна 18 лет, княжна Мария 17 лет, князь Александр 15 лет.

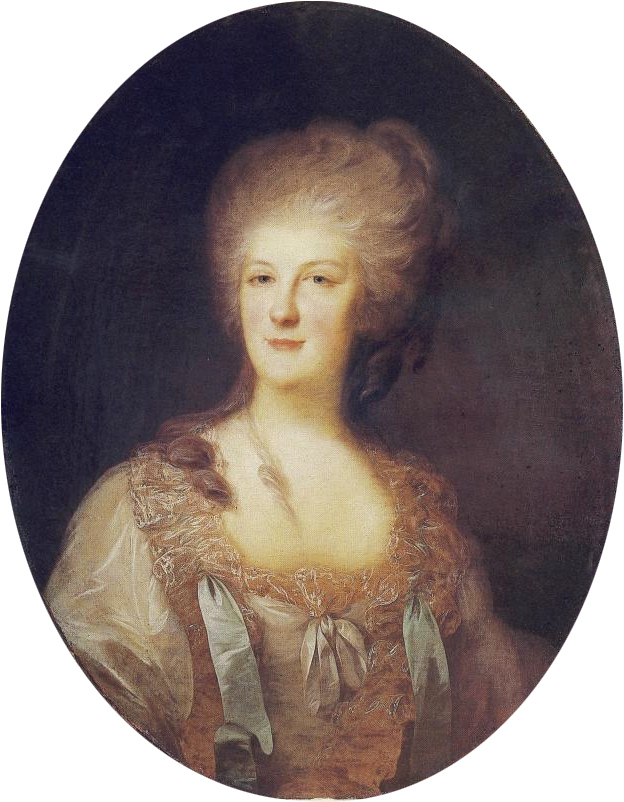
Дарья Фёдоровна
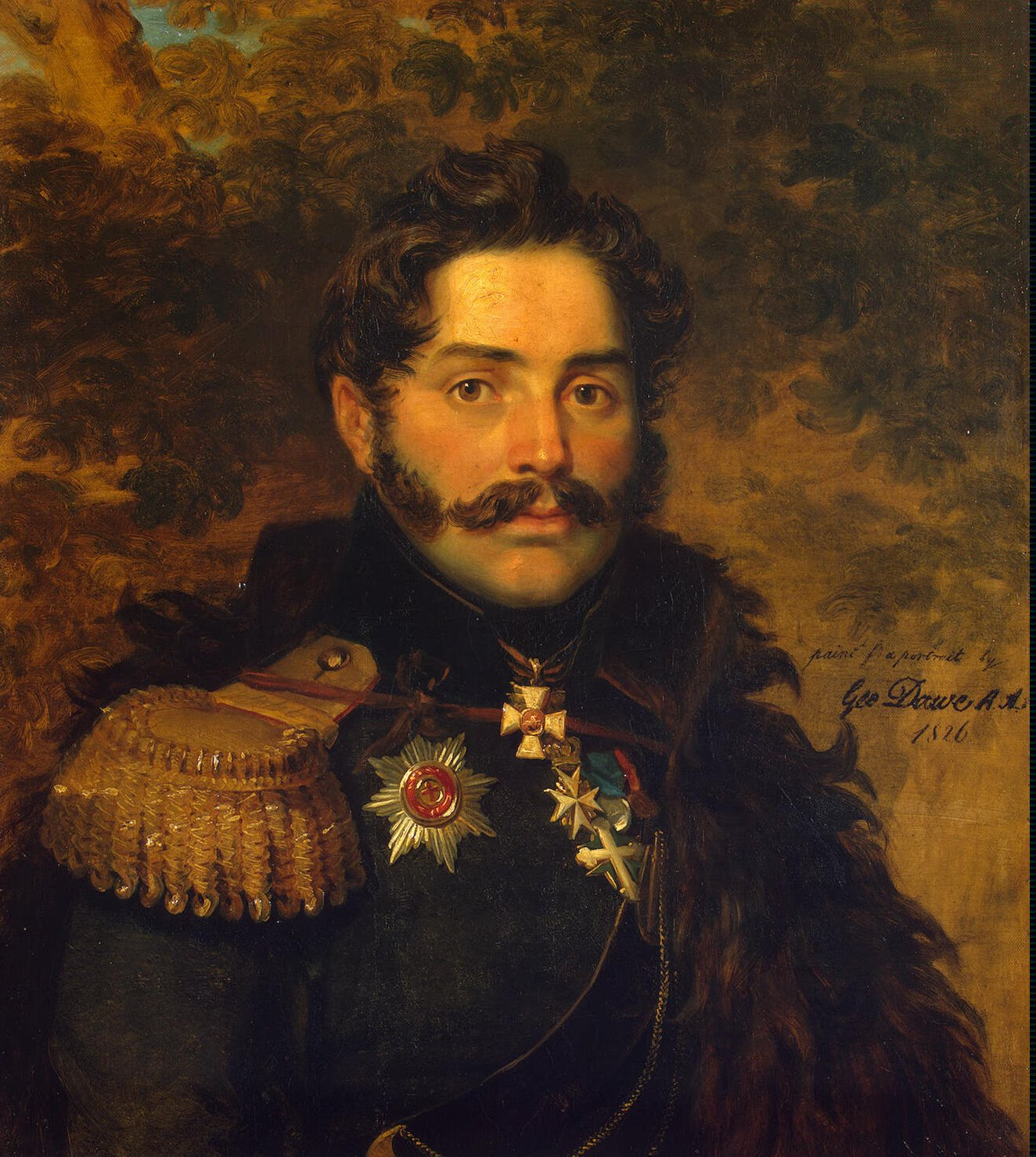
Александр Фёдорович
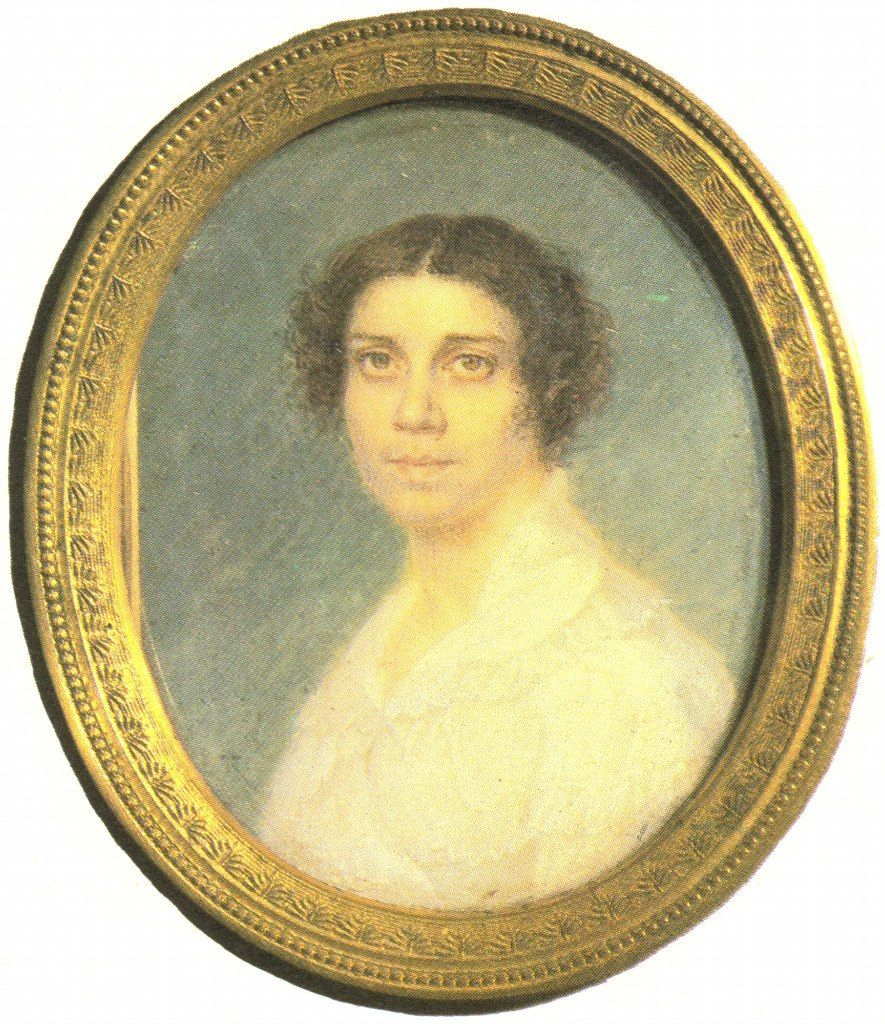
Анна Фёдоровна